# Meline Toumani
Meline Toumani (Teherán, 1975) es una  escritora  y periodista estadounidense. Su libro de memorias Hubo y no hubo: Un viaje a través del odio y la oportunidad en Turquía, Armenia y otros países (original en inglés: There Was and There Was Not: A Journey Through Hate and Possibility in Turkey, Armenia, and Beyond) fue finalista del Premio del Círculo Nacional de Críticos de Libros de 2014  en la categoría Autobiografías y del del Dayton Literary Peace Prize de 2015. En 2019, se incorporó al profesorado del Bard College para impartir clases en su programa de Globalización y Asuntos Internacionales.

## Primeros años y formación
Toumani nació de padres armenios-iraníes en Teherán (Irán), aunque su familia se trasladó a Norteamérica cuando ella cumplió dos años. Creció en una comunidad armenia de Nueva Jersey, y asistió al Campamento Armenia de Massachusetts, donde se les hacía conocer cómo fue el genocidio. Uno de los objetivos del campamento era enseñar a odiar a los nativos turcos y, cuando se hizo mayor, utilizó estas fuentes para su trabajo. 
Toumani se licenció en Inglés y Política pública en la Universidad de California, Berkeley, antes de matricularse en el Programa de Crítica y Reportaje Cultural de la Universidad de Nueva York.
Después de graduarse, Toumani se mudó a Rusia para servir como coordinadora del Instituto de Periodismo Ruso Estadounidense.  Comenzó su carrera periodística como asistente editorial del New York Times, durante la cual fue testigo de la propagación de los sentimientos antiturcos en América del Norte.  Como resultado, en 2005 voló a Turquía y pasó cuatro años en Estambul  realizando investigaciones sobre el punto de vista turco de la historia. En 2007, fue seleccionada como becaria de periodismo en residencia en el Instituto de Ciencias Humanas de Viena.
En 2014, Toumani combinó su investigación en un libro de memorias titulado There Was and There Was Not: A Journey Through Hate and Possibility in Turkey, Armenia, and Beyond. En el libro, examina ambos lados del genocidio armenio de 1915 desde una perspectiva nativa y diaspórica. Examina su propia infancia en la que le enseñaron los ideales antiturcos y su investigación realizada en Estambul con políticos y lugareños. Más tarde, sus memorias fueron nombradas finalistas del Premio del Círculo Nacional de Críticos de Libros de 2014 por Autobiografía y del Premio de la Paz Literaria de Dayton de 2015.
En 2019, se unió a la facultad de Bard College para enseñar en su programa de Globalización y Asuntos Internacionales. Toumani da clases de escritura creativa de no ficción en Goucher College.